# Haags Weekendtoernooi
Het Haags Weekendtoernooi was een schaaktoernooi dat van 2004 tot en met 2019 ieder jaar in Den Haag werd georganiseerd. De organisatie lag in handen van verschillende Haagse schaakverenigingen. Het toernooi is een samenvoeging van het DD Weekendtoernooi en het Ooievaar Weekendtoernooi.

## Lijst van winnaars

### Overwinningen per land
| Overwinningen | Land                                      |
| ------------- | ----------------------------------------- |
| 11            | Nederland                                 |
| 2             | Aruba                                     |
| 1             | Georgië, Duitsland, , Verenigd Koninkrijk |